# Lycée privé Notre-Dame de Bon Secours
Pour les articles homonymes, voir Bon Secours et Notre-Dame-de-Bon-Secours.
Le lycée privé de Notre-Dame de Bon Secours, fondé sous le nom de Pension Guinard, est un établissement catholique privé sous contrat d'association avec l'État situé à Perpignan.

## Descriptif
L'école est fondée en 1871 par les sœurs Anna, Clara et Maria Guinard sous le nom de Pension Guinard. Clara Guinard, la seule ayant un diplôme d'enseignement, devient la première directrice de l'établissement. Selon Hélène Legrais, le nom actuel de l'établissement serait une conséquence de la visite de Don Bosco,,.

### Localisation
L'établissement est situé avenue Julien Panchot dans le quartier de Saint-Martin à Perpignan. On trouve notamment à proximité le lycée Arago, dont la capacité d'accueil est beaucoup plus importante.

### L'institution
L'établissement propose un accompagnement des élèves de la seconde à la terminale. Cependant, depuis près de 40 ans, Bon Secours assure également un enseignement supérieur (BTS, licence, master) grâce au Campus situé sur les lieux du lycée.

## Classement du lycée

### Notation
Durant l’année scolaire 2023-2024, le lycée privé Notre-Dame du Bon Secours obtient une note de 11,5/20 au classement des lycées généraux et technologiques réalisé par L'Etudiant. L'Internaute lui donne 17.9/20, occupant donc la quatrième position des meilleurs lycées des Pyrénées-orientales. Le Parisien lui accorde la note de 14.6/20 et le 534e place au niveau national,,.
En prenant compte du taux de réussite, le taux de mentions et l'accès 2de au baccalauréat, le lycée se trouve à la deuxième position de son département derrière le lycée Saint-Louis-de-Gonzague.
En 2023, en fonction des taux de réussite, d'accès et de mentions, le lycée est classé 3e lycée du département derrière le lycée privé Saint-Pierre de la Mer de Saint-Cyprien et le lycée public Pierre de Coubertin de Font-Romeu-Odeillo-Via.
En 2025, le magazine Challenges nomme la prépa ECG « meilleure prépa économique ECG pour intégrer le top 15 des écoles de management ».
En 2025, L'Étudiant lui donne la note de 14,55, le positionnant entre la 401e et la 500e place des meilleurs établissements de France. Au niveau du classement de l’enseignement privé, il obtient la 275e place.

### Labels
Le 8 juin 2018, le lycée obtient le label E3D pour Établissement en Démarche de Développement Durable.
Le lycée est en partenariat avec plusieurs structures externes tel que Wep France, Alfmed, une académie des langues et Europe Direct Pyrénées. Il propose également des partenariats avec d’autres établissements, parmi lesquels Université de Coventry, le Cnam de Toulouse et le Collège de Paris.
Notre Dame de Bon Secours permet de passer le diplôme du TOEIC et du Certification Voltaire.
Le lycée possède également le label Qualiopi, Egapro et Entreprise Sociale et Solidaire

### Baccalauréat
| Année                             | Taux de réussites | Variations sur un an | Mention |
| --------------------------------- | ----------------- | -------------------- | ------- |
| 2008                              | 95.90 %           | -                    | -       |
| 2009                              | 90.89 %           | −5 %                 | -       |
| 2010                              | 92.95 %           | +2 %                 | -       |
| 2011                              | 95.00 %           | +2 %                 | -       |
| 2012                              | 94.99 %           | −0 %                 | -       |
| 2013                              | 94.96 %           | −0 %                 | -       |
| 2014                              | 95.97 %           | +1 %                 | -       |
| 2015                              | 93.10 %           | −3 %                 | -       |
| 2016                              | 96.06 %           | +3 %                 | -       |
| 2017                              | 96.95 %           | +1 %                 | 60.0. % |
| 2018                              | 95.97 %           | −1 %                 | 55.0 %  |
| 2019                              | 96.83 %           | +1 %                 | 59.0 %  |
| 2020                              | 100.00 %          | +3 %                 | 83.0 %  |
| 2021                              | 100.00 %          | 0 %                  | 79.0 %  |
| 2022                              | 98.89 %           | −1 %                 | 74.0 %  |
| 2023                              | 100.00 %          | +1 %                 | 70.0 %  |
| 2024                              | 98.81 %           | −1 %                 | 78.0 %  |
| Chiffres publiés par L'Internaute |                   |                      |         |

## Enseignement
L'établissement est composé d'un pôle d'enseignement secondaire et d'un pôle d'enseignement supérieur.

### Lycée
Le lycée privé Notre-Dame du Bon Secours permet l'enseignement de l'italien, du russe, de l'arabe littéral, du catalan et du chinois.
Il propose aussi une section européenne, une section cinéma et une section Arts.
Le lycée propose l'enseignement des spécialités suivantes, en série général :
- Arts plastiques
- Cinéma audiovisuel
- Histoire-Géographie, Géopolitique et Sciences Politiques
- Humanités, littérature et philosophie
- Langues littératures et cultures étrangères espagnol
- Langues littératures et cultures étrangères anglais
- Anglais Monde Contemporain
- Mathématiques
- Numérique et Sciences Informatiques
- Physique-Chimie
- Sciences et vie de la terre
- Sciences de l'ingénieur
- Sciences économiques et sociales

Le lycée propose l'enseignement des séries technologiques comme STMG, STL et ST2S.
Le lycée propose l'enseignement des options suivantes :
- Arts Plastiques
- Cinéma audiovisiuel
- Langue vivante C : Catalan
- Langue vivante C : Chinois
- Langues et cultures de l'Antiquité : Grec
- Langues et cultures de l'Antiquité : Latin
- Section européenne : Anglais
- Section européenne : Espagnol

Le lycée propose l'enseignement des options complémentaires suivantes :
- Mathématiques complémentaires
- Mathématiques expertes
- Droits et grands enjeux du monde contemporain

Le lycée est divisé en trois bâtiments, nommés respectivement Bâtiment Central, Bâtiment Renaudel (en hommage à Pierre Renaudel et à la rue éponyme) et Bâtiment Marillac (en hommage à l'ancien lycée se trouvant dans ce bâtiment).
Le lycée possède également un service de restauration et une église située dans le vieux cœur du lycée.

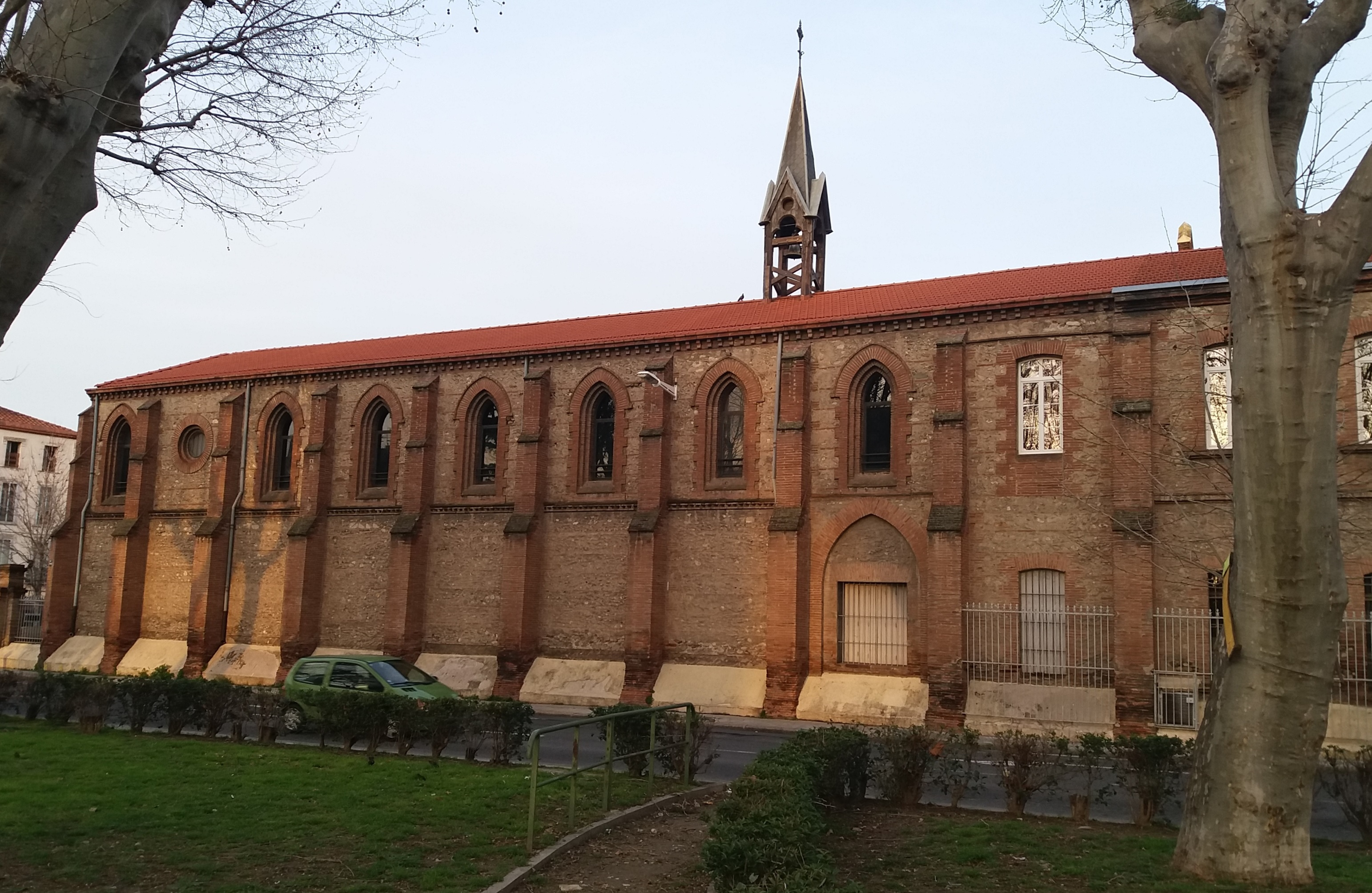
Église Notre-Dame-de-Bon-Secours de Perpignan.

## Histoire
L'histoire du lycée remonte à 1871 quand trois sœurs, Anna (1846-1895), Clara (1836-1907) et Maria Guinard (1848-1933), fondent la Pension Guinard à Perpignan, rue Na Pincarda. L'année suivante, 38 jeunes filles y sont envoyées pour recevoir une éducation moderne. En 1873, les locaux devenant trop petits, la pension déménage au 8 de la rue d’Espira, dans un grand immeuble,,.
En 1880, 97 élèves suivent des cours dispensés par des professeurs de la ville. En 1883, à la suite du succès croissant de l'institution, un nouveau déménagement est nécessaire. Les sœurs Guinard se déplacent alors route de Thuir, hors de la ville, et prennent possession de leur nouvelle maison, plus vaste. Hélène Legrais affirme que l'établissement changea de nom pour l'actuel lors d'une visite de Jean Bosco, alors en voyages en France. En effet son voyage en France remonte à 1883, l'année de l'acquisition des nouveaux bâtiments. En 1886, l’école construit une église afin d’organiser des temps de prière,,,.

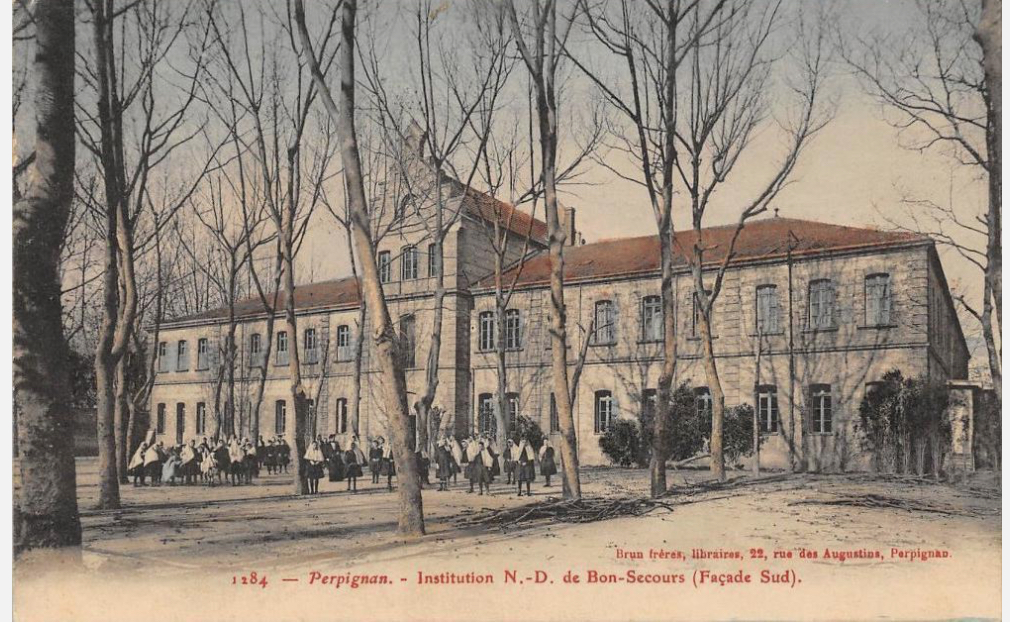
Façade sud du lycée Notre-Dame de Bon Secours.

En 1900, Jeanne-Juliette Triffaut (1869-5 juillet 1909), éducatrice de 32 ans formée par les Dominicaines du Havre, devient directrice de Bon Secours. En 1911, Bon Secours compte plus de 100 élèves avec 101 pensionnaires. Pendant la Première Guerre mondiale, du 2 août 1914 à fin novembre 1918, le pensionnat est réquisitionné pour être transformé en hôpital militaire complémentaire no 45,,,.

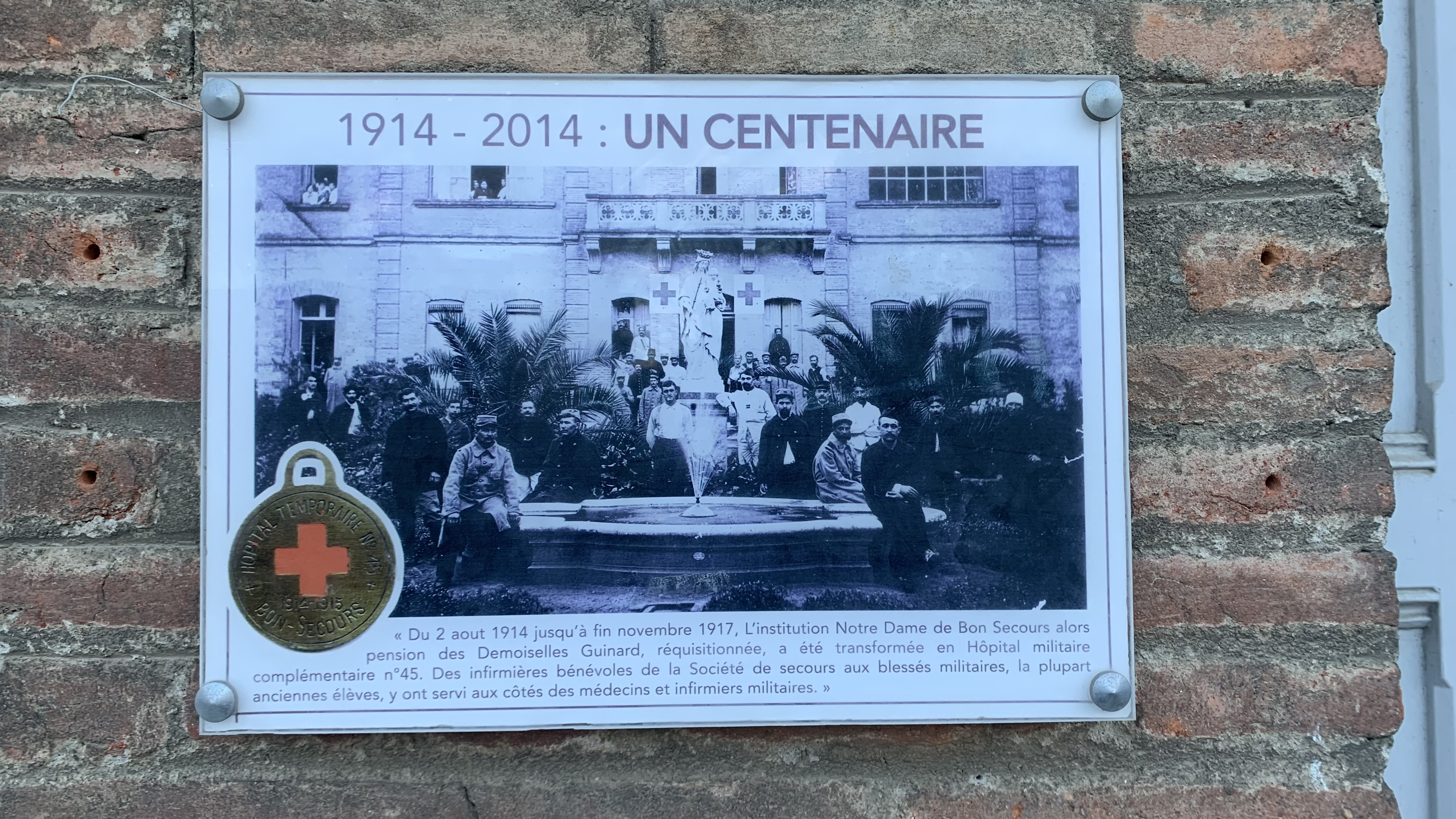
Plaque commémorative.

En 1941, les Dominicaines de la congrégation de Nancy arrivent pour la rentrée. En 1945, après la libération de Perpignan, les Dominicaines de la communauté suisse de Pensier prennent en charge Bon Secours. En 1965, l'établissement signe son premier contrat de convention avec l'État,.
En 1968, Bon Secours réduit son jardin pour céder cet espace à la construction du nouveau collège Sainte Louise de Marillac, dont les locaux étaient devenus trop petits dans la rue du Castillet. La même année, Bon Secours devient l’unique établissement de second cycle mixte de l’enseignement catholique,.
En 1985, après 44 ans, Bon Secours n’est plus sous la direction des Dominicaines. L'établissement passe de 420 élèves à plus d'un millier, disposant de nouvelles sections dans des locaux adaptés. En 1994, le campus du lycée lance une prépa Prépa ECG, qui 30 ans après a vu passer près de 600 étudiants. En 2025, le magazine Challenges la nomme « meilleure prépa économique ECG pour intégrer le top 15 des écoles de management ». En 2021, Bon Secours fête ses 150 ans et dépose une plaque commémorative sur le bâtiment central. La même année, de nouveaux bâtiments sont en construction,,,,,.

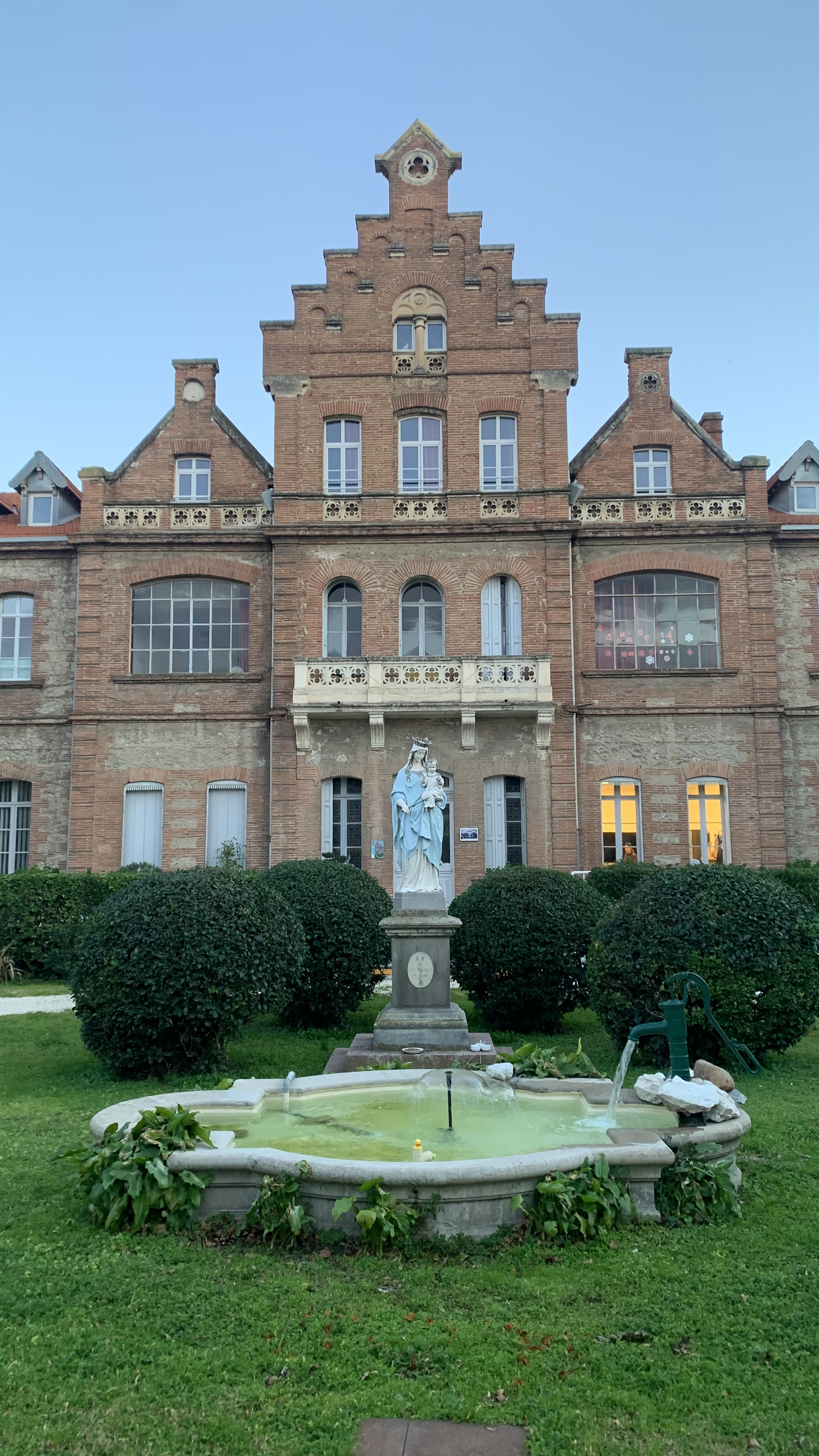
Façade du lycée.

En 2023, en réponse à une augmentation des effectifs, le lycée inaugure un nouveau campus de 1 000 m2. La même année, le groupe Interact du lycée, branche intégrée au Rotary Club, aide bénévolement les rénovations du Carré militaire de Saint-Hippolyte,.

## Anciens élèves
Parmi ses anciens élèves, le lycée peut citer Frédéric Molas, étudiant du lycée entre 1996 et 2000 où il obtient un brevet de technicien supérieur en communication des entreprises. Les chanteurs Jocelyne Jocya et Cali y firent aussi leurs études. Colette Lacassagne, femme d'Arthur Conte, mère de Dominique Bona et de Pierre Conte, fréquenta l'école. Pierre Pelous, un styliste, y fit également ses études. Ève Lavallière fréquenta le lycée. Le rugbyman Jean-Michel Parent est également passé par le lycée,,,,,.

## Dans la culture
Dans le roman, Les Héros perdus de Gabrielle de 2011 écrit par Hélène Legrais, la romancière met en lumière la rivalité entre le Stade olympien perpignanais et l'AS Perpignan, via le personnage de Gabrielle, étudiante au Lycée Notre dame de Bon-Secours.

## Référence
1. 1 2 3  Sébastien Giraud, « De Salvador Dali à Perpignan à l'histoire du lycée Arago, on remonte le temps avec Hélène Legrais » , sur France Bleu, 14 septembre 2021 (consulté le 17 juin 2024)
2. 1 2  « Lycée privé Notre-Dame du Bon Secours, Perpignan (66), avis, toutes les infos et les spécialités » , sur L'Étudiant (consulté le 10 mars 2024)
3. 1 2 3  Laurent Fonquernie, « Portrait de Mlle Clara Guinard, fondatrice de l’Institution d’enseignement Notre Dame du Bon-Secours » , sur Institut du Grenat, 15 avril 2013 (consulté le 11 mars 2024)
4. ↑  ESBS Campus Bonsecours Perpignan, « ESBS Campus Bonsecours Perpignan » , sur ESBS Campus (consulté le 10 mars 2024)
5. ↑  « Lycée Notre-Dame du Bon Secours (Perpignan) : classement 2024 et taux de réussite au bac » , sur L'Internaute (consulté le 17 juin 2024)
6. 1 2  « Lycée Notre-Dame du Bon Secours - Perpignan - Le Parisien Etudiant » , sur Le Parisien (consulté le 17 juin 2024)
7. ↑  Thibaut Calatayud, « Classement. Voici les meilleurs lycées de Perpignan et des Pyrénées-Orientales » , sur Actu.fr, 29 mars 2023 (consulté le 11 mars 2024)
8. 1 2  « "Une fierté pour une prépa de province" : le lycée Bon Secours à Perpignan sacré meilleure classe préparatoire économique », sur lindependant.fr (consulté le 7 février 2025)
9. ↑  « Lycée privé Notre-Dame du Bon Secours, Perpignan (66), avis et classement, toutes les infos et les spécialités - L'Etudiant », sur www.letudiant.fr (consulté le 2 avril 2025)
10. ↑  « Classement des meilleurs lycées privés de France - Page 14 - L'Etudiant », sur www.letudiant.fr (consulté le 2 avril 2025)
11. ↑  « Qui sommes-nous ? » , sur www.bonsecours66.com (consulté le 19 juin 2024)
12. ↑  « Lycée privé Notre Dame de Bon Secours » , sur www.bonsecours66.com (consulté le 19 juin 2024)
13. 1 2  Aurélien Marchand, « Perpignan : Un nouveau campus et de nouvelles filières au lycée Bon Secours pour séduire les étudiants » , sur L'Indépendant, 26 janvier 2023 (consulté le 17 avril 2024)
14. ↑  « Lycée privé Notre Dame de Bon Secours » , sur www.bonsecours66.com (consulté le 19 juin 2024)
15. ↑  « Qualités, labels et certificats Ogec Notre-Dame de Bon Secours (Lycée privé polyvalent Notre-Dame de Bon Secours) » , sur annuaire-entreprises.data.gouv.fr (consulté le 20 juin 2024)
16. ↑  https://www.linternaute.com/ville/lycee/lycee-notre-dame-du-bon-secours/lycee-0660059F
17. 1 2 3  « Lycée privé Notre Dame de Bon Secours » , sur www.bonsecours66.com (consulté le 10 mars 2024)
18. ↑  « Lycée privé Notre Dame de Bon Secours » , sur www.bonsecours66.com (consulté le 10 mars 2024)
19. 1 2 3 4 5 6  « Historique du lycée Bon Secours »
20. 1 2 3 4 5 6  Hélène Legrais, Rues de Perpignan: histoires insolites, Cap Béar éd, 2009 (ISBN 978-2-35066-086-8 et 978-2-35066-096-7)
21. ↑  Josianne Cabanas, « 140 bougies pour Bon Secours » , sur L'Indépendant, 5 décembre 2011 (consulté le 11 mars 2024)
22. ↑  Isabelle Bley, « Quand le lycée Bon secours à Perpignan était l'hôpital militaire complémentaire 45 en 1914 » , sur L'Indépendant, 4 novembre 2014 (consulté le 10 mars 2024)
23. ↑  MSE, « Hommage aux fondatrices du lycée, les demoiselles Guinard » , sur Le Petit Journal, 6 décembre 2021 (consulté le 11 mars 2024)
24. ↑  « 150 ans : vers un renouveau de Notre Dame de Bon Secours » , sur Le Petit Journal, 6 décembre 2021 (consulté le 11 mars 2024)
25. 1 2  Juliette Verlin, « De Perpignan aux grandes Écoles de management : 30 ans de succès pour cette classe préparatoire », sur MADE IN PERPIGNAN, 21 décembre 2024 (consulté le 1er février 2025)
26. ↑  Correspondant, « Le Carré militaire de Saint-Hippolyte fait peau neuve » , sur L'Indépendant, 3 mai 2023 (consulté le 19 juin 2024)
27. ↑  Véronique Parayre, « Sécurité : un ingénieur catalan invente le tee-shirt anti-noyade pour les enfants » , sur L'Indépendant, 25 mai 2023 (consulté le 19 juin 2024)
28. ↑  « Le rêve haute couture de Pierre Pelous à la Fashion week de Paris » , sur L'Indépendant (consulté le 17 juin 2024)
29. ↑  Prénom Nom : Frederic Molas et France Vit à : Pollestres, « Frederic Molas » , sur Copains d'avant (consulté le 17 juin 2024)
30. ↑  Hélène Legrais, Ces Catalans qui ont fait l'histoire, le Papillon rouge éditeur, 2023 (ISBN 978-2-490379-51-4)
31. ↑  « Les Héros perdus de Gabrielle », sur Médiathèque de Saran (consulté le 20 juin 2025)